# Деницыно
Деницыно — деревня в Кирилловском районе Вологодской области.
Входит в состав Талицкого сельского поселения, с точки зрения административно-территориального деления — в Талицкий сельсовет.
Расстояние по автодороге до районного центра Кириллова — 71,5 км, до центра муниципального образования Талиц — 6,5 км. Ближайшие населённые пункты — Зеленик, Петровское, Мишутино.
По переписи 2002 года население — 6 человек.

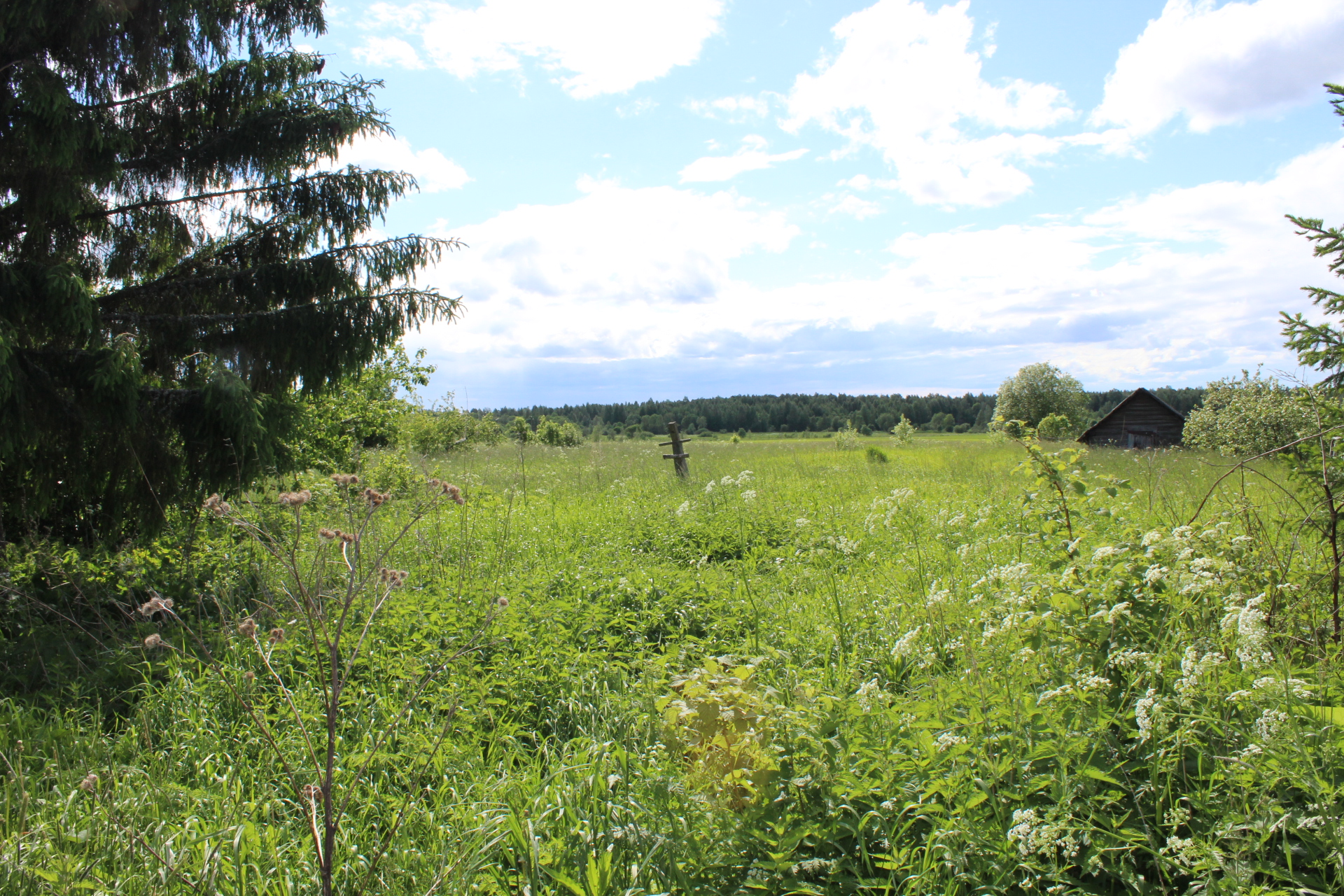
Деревня Деницыно - Баня

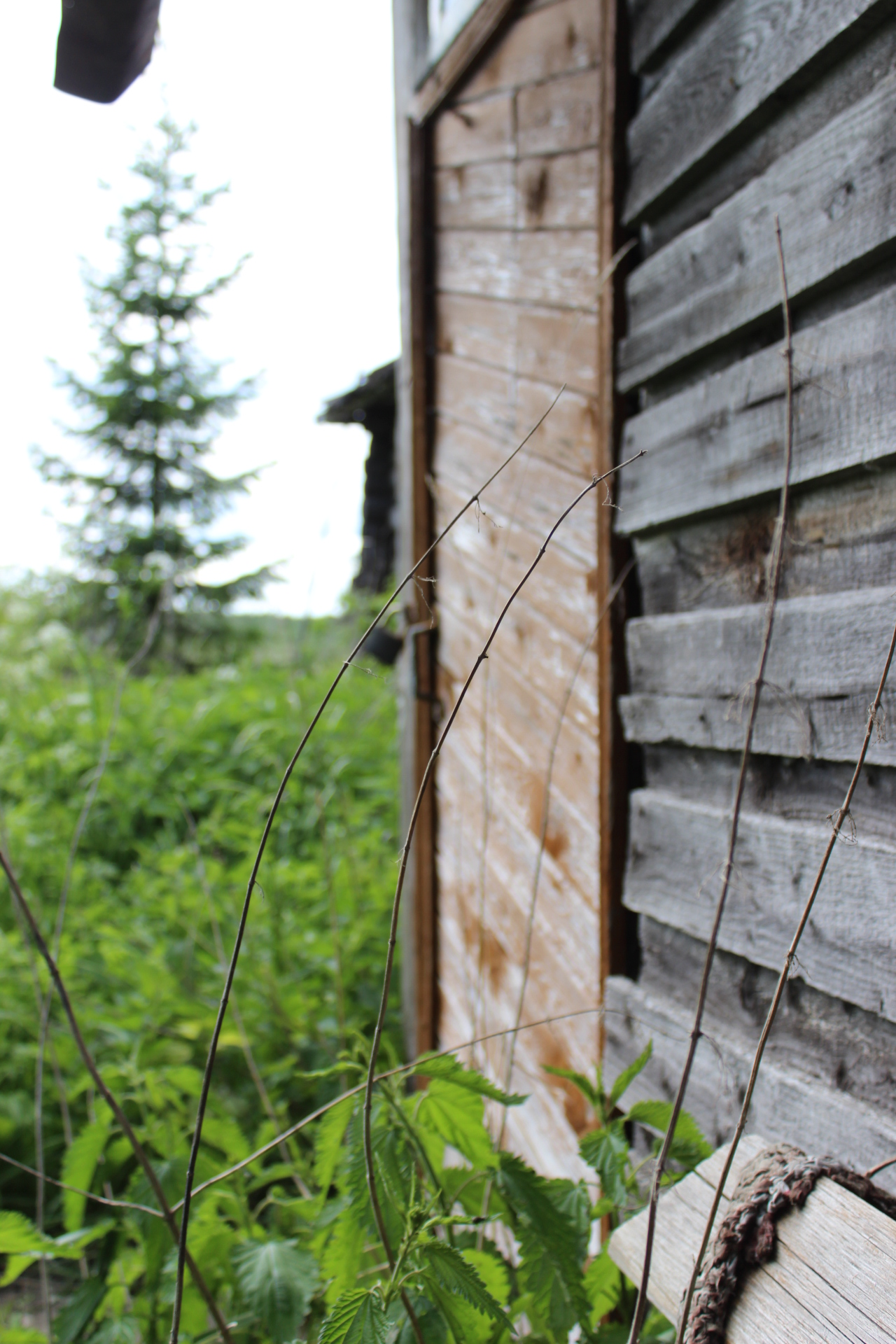
Деревня Деницыно - Запертая дверь

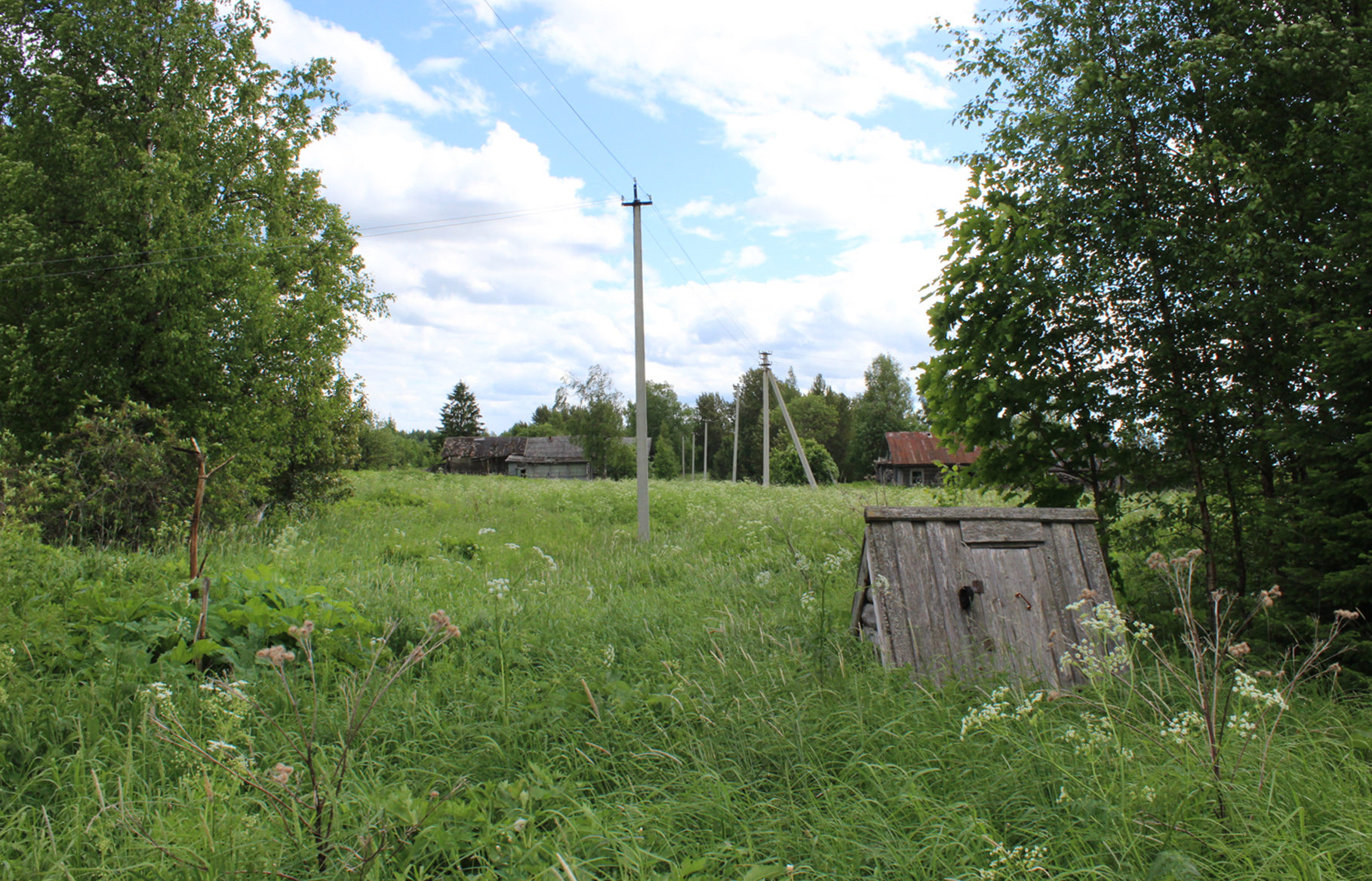
Деревня Деницыно - Колодец

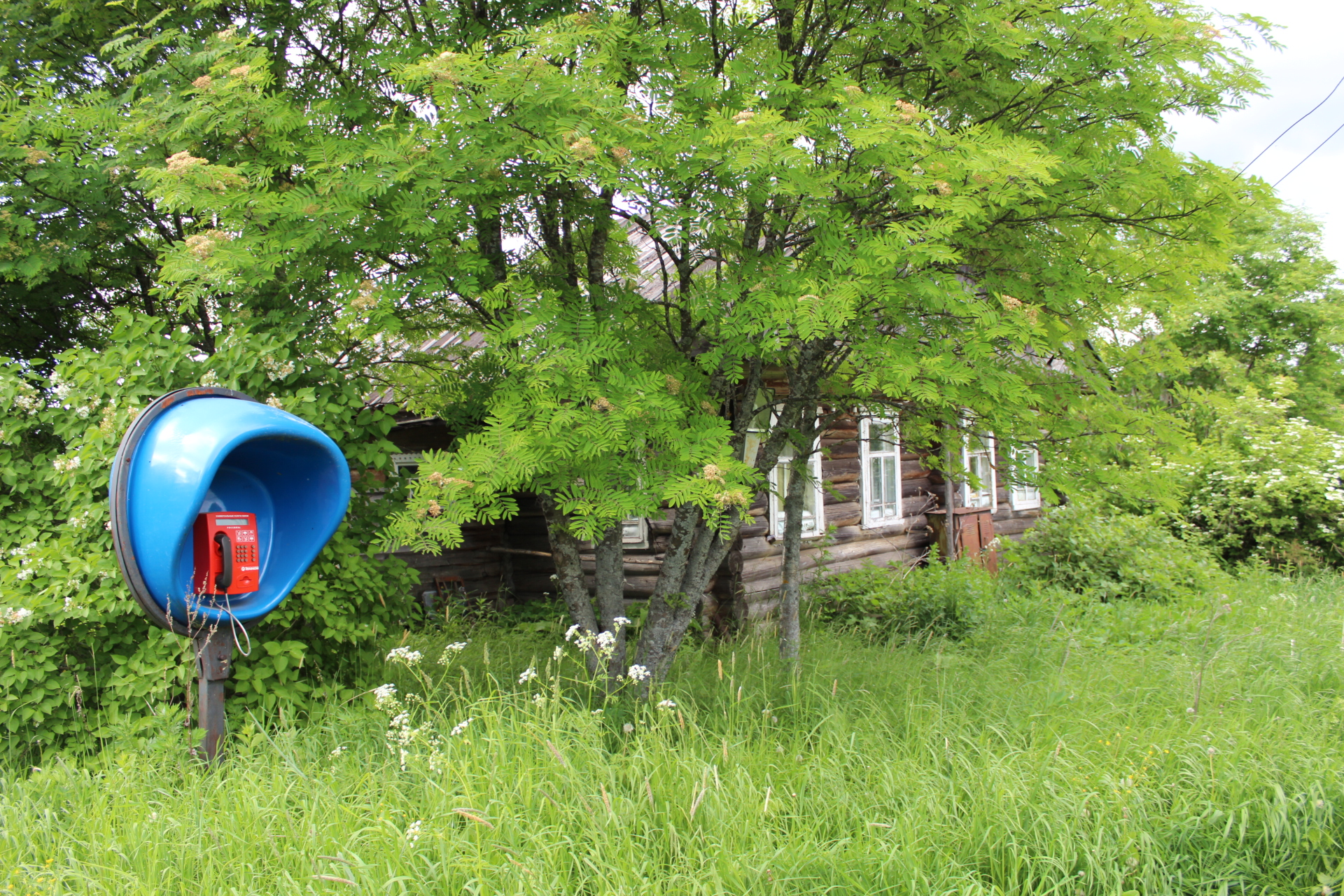
Деревня Деницыно - Таксофон

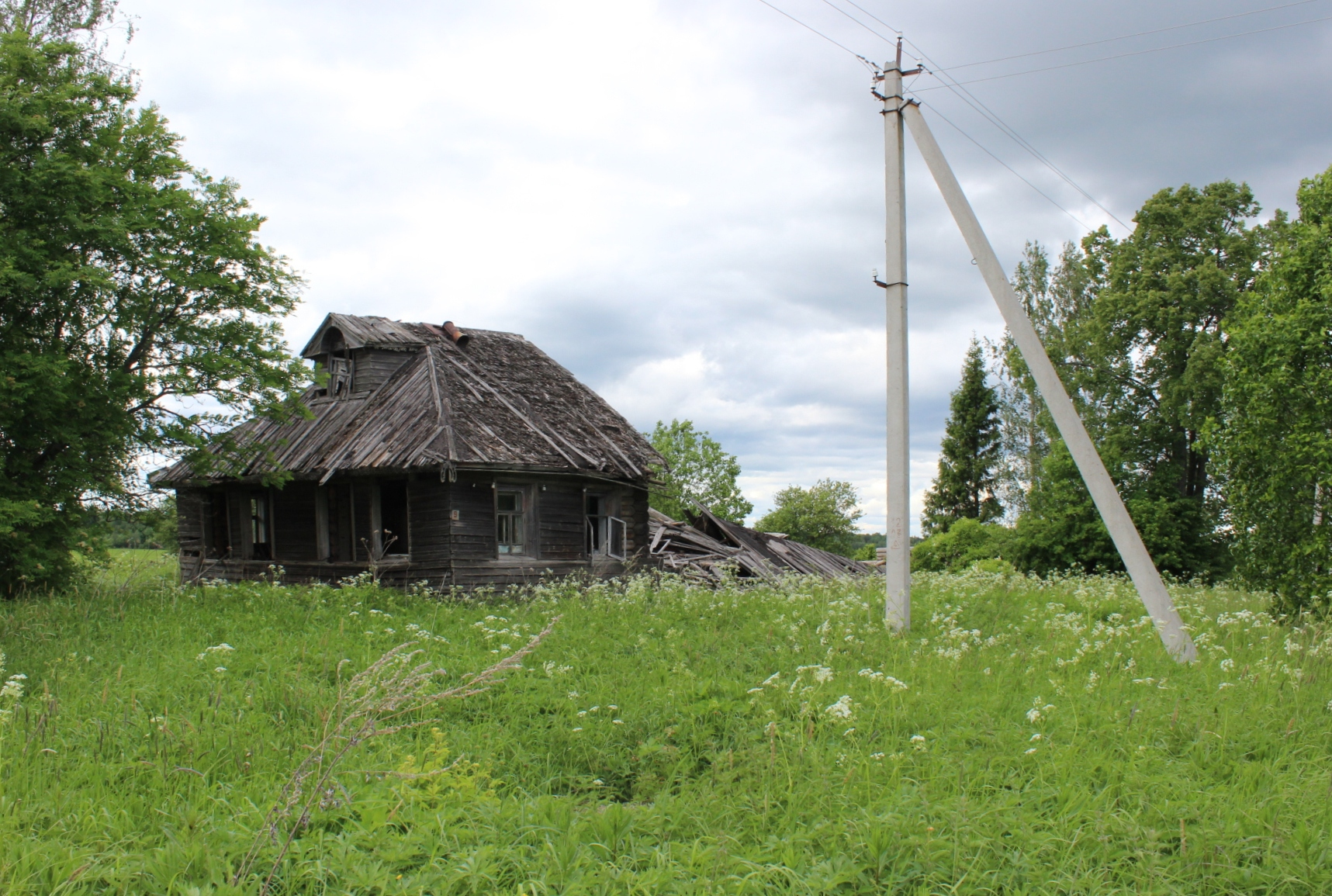
Деревня Деницыно - Разрушившийся дом

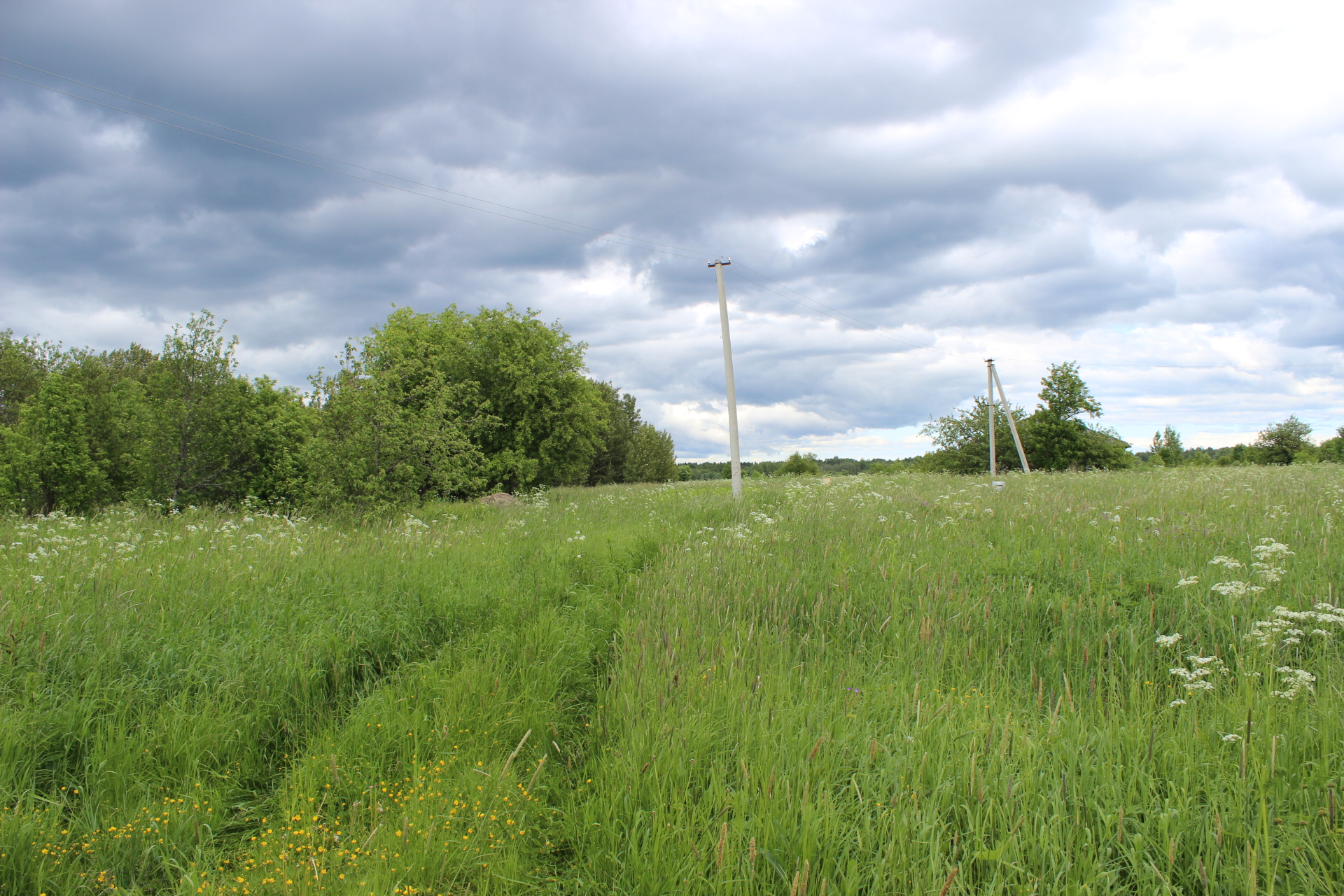
Деревня Деницыно - Поросшая травой дорога

## Ссылки

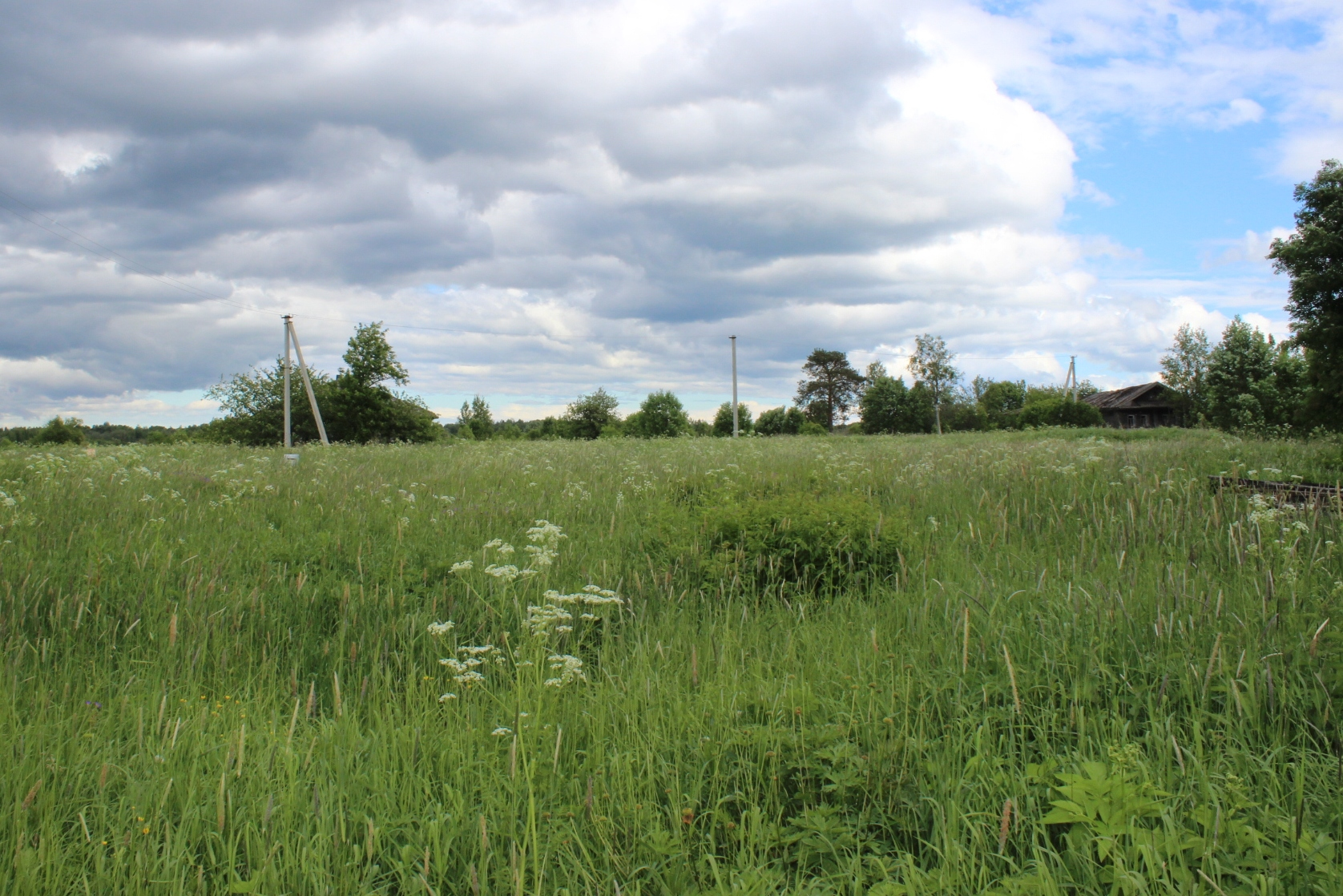
Деревня Деницыно - Опустевшая деревня

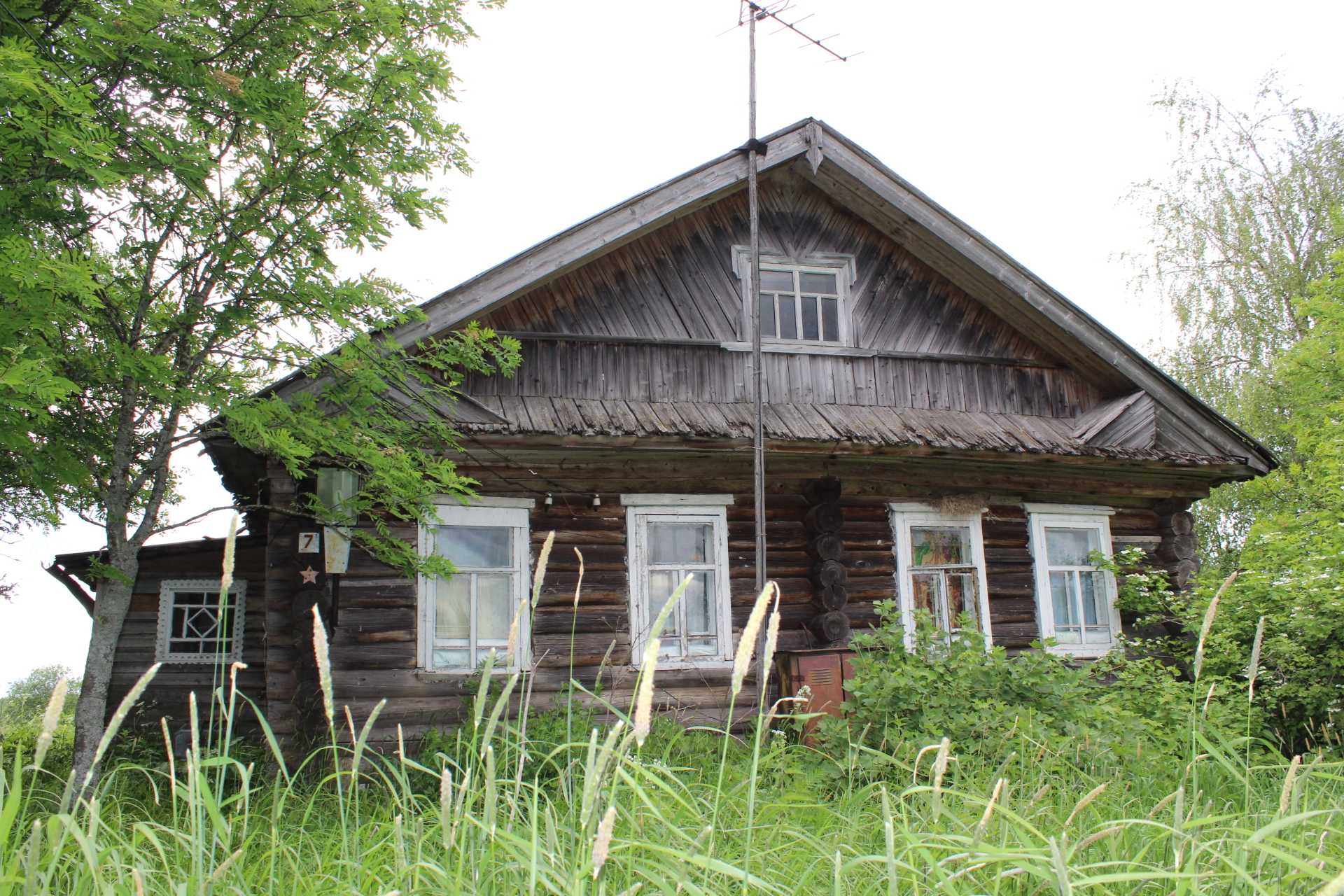
Деревня Деницыно - Деревенский дом